# Râul Turcu, Jolotca
Râul Turcu sau Râul Ture este un curs de apă, afluent al râului Jolotca. 